# Шмерал, Владимир
Владимир Шмерал (чеш. Vladimír Šmeral; 16 октября 1903, Драшов, Моравия, Австро-Венгрия — 15 марта 1982, Прага, ЧССР) — чешский и чехословацкий актёр театра, кино и телевидения. Заслуженный артист ЧССР (1958). Народный артист ЧССР (1965).

## Биография
С молодости симпатизировал левым. В 1926 году окончил драматический факультет Брненской консерватории. Дебютировал на сцене театра Национального театра в Брно. Позже переехал в Прагу, где играл в «Освобождённом театре», театре Буриана и «Дивадло на Поржичи».
Снимался в кино с 1937 года. За свою карьеру сыграл в 98 кино- и телефильмах и сериалах.
В годы Второй мировой войны из-за смешанного брака (его жена была еврейкой), подвергся гонениям, но отказался развестись с ней, чтобы защитить её от оккупантов. Был депортирован в концлагерь Клетендорф в 1944 году.
С 1937 года него был страстный роман со своей театральной партнершей Адиной Мандловой, от которого она ждала ребёнка, но девочка родилась мёртвой. Мандлова присылала ему в концлагерь пакеты с едой. Шмералу удалось бежать из лагеря, и Мандлова помогала прятаться ему в больнице.
После окончания войны был активистом Национального фронта Чехословакии. Член Коммунистической партии Чехословакии.
Играл в Театре на Виноградах в Праге. Преподавал в Академии музыкальных искусств в Праге.
Похоронен на Вышеградском кладбище.

## Избранная фильмография
- 1982 — Мрачное солнце
- 1981 — До свидания, Медео — старший режиссёр
- 1977 — Все против всех
- 1976 — Освобождение Праги
- 1974 — Павел и Павлинка
- 1973 — Дни предательства — Милан Годжа
- 1972 — Секрет великого рассказчика
- 1972 — Подозрение — профессор
- 1970 — Я умею прыгать через лужи — Амброш
- 1970 — Молот ведьм
- 1969 — Смешной пан
- 1969 — Жаворонки на нитке — Министр
- 1967 — Отель для чужестранцев
- 1967 — Конец агента
- 1966 — Хрустальная ночь
- 1966 — Сокровище византийского купца — профессор Алингер, директор Института археологии
- 1964 — Ковёр и мошенник
- 1953 — Предупреждение — Ханка, сотрудник службы безопасности
- 1948 — Заключенная № 72 — Мелихар / Троян
- 1948 — Немая баррикада — Кроупа
- 1947 — Рассказы Чапека — Фердинанд Куглер
- 1937 — Мир принадлежит нам— Йозеф Форман
- 1937 — Белая болезнь — первый помощник

## Награды
- 1958 — Заслуженный артист ЧССР
- 1963 — Орден Труда года ŘP
- 1965 — Народный артист ЧССР
- 1978 — Орден Победного Февраля